# نيوبات الليثيوم
 نيوبات الليثيوم مركب كيميائي له الصيغة LiNbO3، وهو يحوي على كل من عناصر الليثيوم والنيوبيوم والأكسجين. ويكون على شكل بلورات بيضاء.

## التحضير
تحضر البلورات المفردة من نيوبات الليثيوم حسب طريقة تشوخرالسكي 
من مصهور أكسيد الليثيوم مع أكسيد النيوبيوم الخماسي Nb2O5.
هنالك طريقة حديثة لتحضير جسيمات نانوية من نيوبات الليثيوم وأكسيد النيوبيوم الخماسي عند درجات حرارة منخفضة. تجري أولا عملية الحصول على شكل نقي من أكسيد النيوبيوم الخماسي بإجراء اختزال لمركب كلوريد النيوبيوم الخماسي NbCl5 باستخدام هيدريد الليثيوم يلي ذلك أكسدة في الموقع للنيوبيوم إلى أكسيد له حالة أكسدة أدنى، ثم بتعريضه إلى أكسجين الهواء، فنحصل على أكسيد النيوبيوم الخماسي النقي، والذي يحول إلى جسيمات نيوبات الليثيوم النانوية أثناء إجراء عملية حلمهة مضبوطة للفائض من هيدريد الليثيوم.

## الخواص
لا تنحل بلورات نيوبات الليثيوم في الماء، ولديها خواص كهرباء حديدية Ferroelectricity وكهرباء انضغاطية كما تظهر أثر بوكل. بالإضافة إلى ذلك فإن للبلورات أيضاً مرونة ضوئية Photoelasticity ولديها قابلية استقطاب بصرية لا خطية.
تتميز بلورات نيوبات الليثيوم أن لها انكسار مزدوج سلبي ووحيد المحور، والذي يعتمد جزئياً على ستكيومترية المركب وعلى درجة الحرارة، كما تتصف بأنها شفافة بين أطوال الموجات 350 و5000 نانومتر.

### البنية
تكون بلورات نيوبات الليثيوم ذات نظام بلوري ثلاثي، إلا أنها تفتقد وجود مركز انقلاب. ولديها المجموعة الفراغية R3cH، أما ثوابت الشبكة البلورية فهي a = 515 pm وc = 1386 pm، كما أن لها ست صيغ محتملة داخل وحدة الخلية.

## الاستخدامات
يستخدم نيوبات الليثيوم في دارات الهواتف المحمولة، وكذلك في تصنيع أجهزة الموجات الصوتية السطحية Surface acoustic wave. كما أن له تطبيقات في الليزر وفي العديد من الأجهزة البصرية.